# Shibam Kawkaban
Shibam Kawkaban (en árabe: شبام كوكبان ) conocida también como Shibam Himyar o Shibam Akyan, está situada a unos 40 kilómetros al noroeste de Saná capital del Yemen. La ciudad está ubicada a lo largo del tramo de casi 100 km desde Saná a través de Al-Tawila hasta la gobernación de Al Mahwit en la Cordillera Occidental, que se considera el paisaje más espectacular del país pasando por el antiguo yacimiento de Haz. En dirección norte, una pequeña distancia conduce a Thula (unos 10 km). Los dos asentamientos asociados se construyeron a fines del primer milenio con de piedra natural yemenita. Incluso a mediados de la década de 1980, era un pueblo tradicional, que albergaba a unos 2000 habitantes. Junto con Thula, Shibam Kawkaban fue la capital de la dinastía yafúrica (siglos VII y VIII).

## Ubicación
Shibam se encuentra a los pies del monte Jabal Kawkaban  —de una altitud de 2580 m—, y por lo tanto unos 360 m más abajo que Kawkaban. La montaña se compone de arenisca cretácea de Tawilah roja. La ciudad estaba apoyada directamente a los pies de la sierra, como una defensa especial de la parte oeste que a la ciudad le era imprescindible; la parte del este estaba asegurada por una muralla de la ciudad con tres puertas. Los restos de esta fortificación existen hasta hoy. Una puerta de la ciudad (Madinat Sam) tiene spolia procedentes de edificios más antiguos de los 
sabeos.

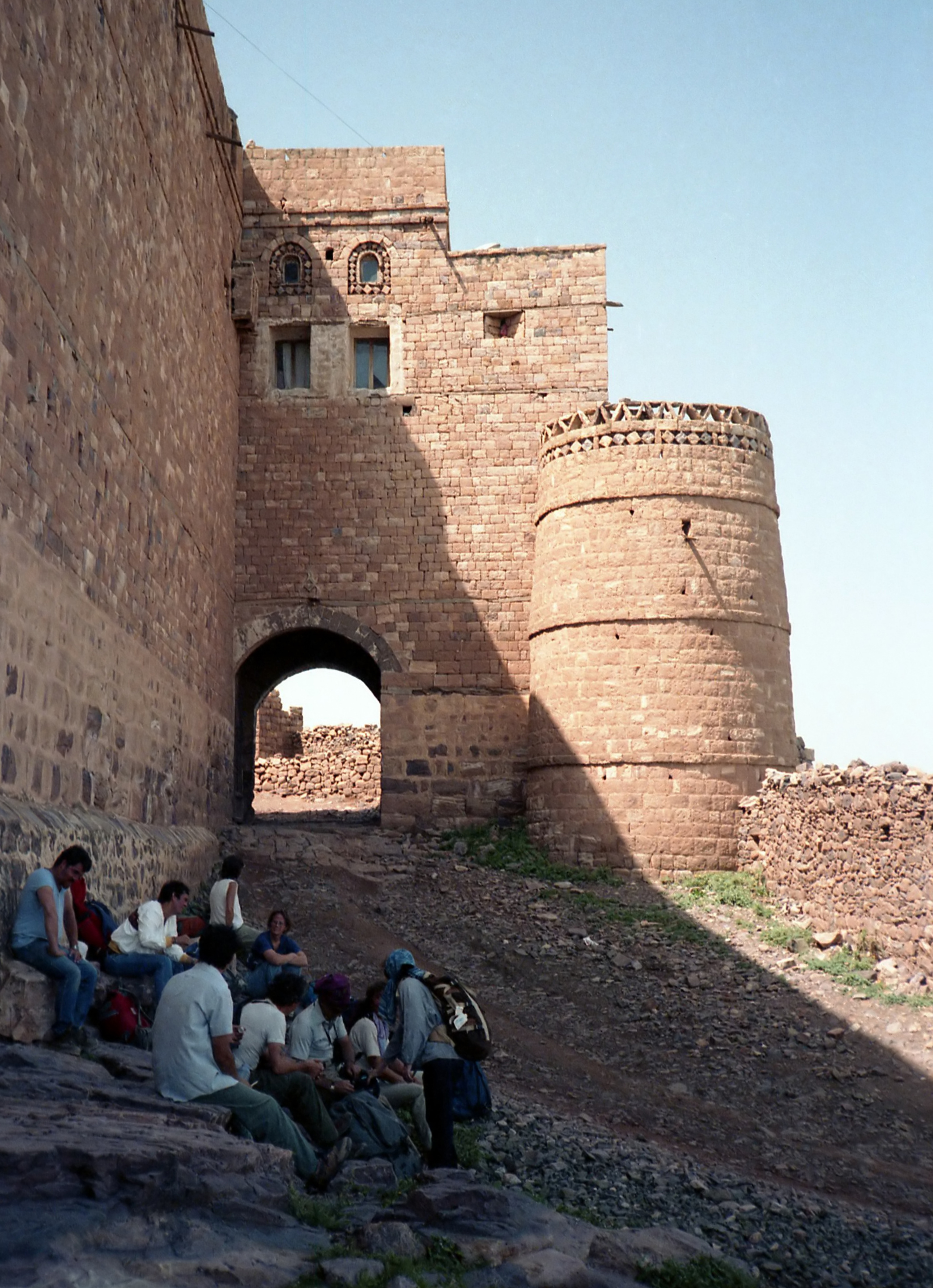
Puerta de Kawkaban.

Kawkaban era una fortaleza en la cima de la montaña de Jabal Kawkaban. Desde donde hay una buena vista panorámica.  Al este, la vista está abierta a las montañas de la Cuenca de Saná y al sur a la montaña más alta de Yemen, que también forma el punto más alto de la Península arábiga, el Jabal an Nabi Shu'ayb de 3666 m de altura. Se puede acceder a Kawkaban a través de un empinado y bien mantenido camino desde Schibam. La ciudad únicamente tiene una puerta de acceso siempre vigilada por la policía. Incluye numerosas mezquitas, casas señoriales, la muralla y la puerta. Entre los edificios las casas de los imanes en parte en ruinas o descuidadas, pero con unas fachadas espléndidas. La mezquita principal tiene el único minarete de la ciudad en total hay siete mezquitas más pequeñas. Vale la pena ver las tumbas de la cueva, que están incrustadas en el macizo de Kawkaban.
A principios del siglo XX, el pueblo de montaña era el hogar de judíos y árabes indígenas de ascendencia sabaeana. Fue visitado por el explorador y fotógrafo alemán, Hermann Burchardt, quien escribió en mayo de 1902: «Kawkaban, una ciudad ahora completamente desierta que hace 40 años contaba con 30,000 habitantes, pero ahora apenas tiene unos pocos centenares; [también] tiene su barrio judío, donde todavía viven algunas familias».

## Arquitectura islámica

### Shibam

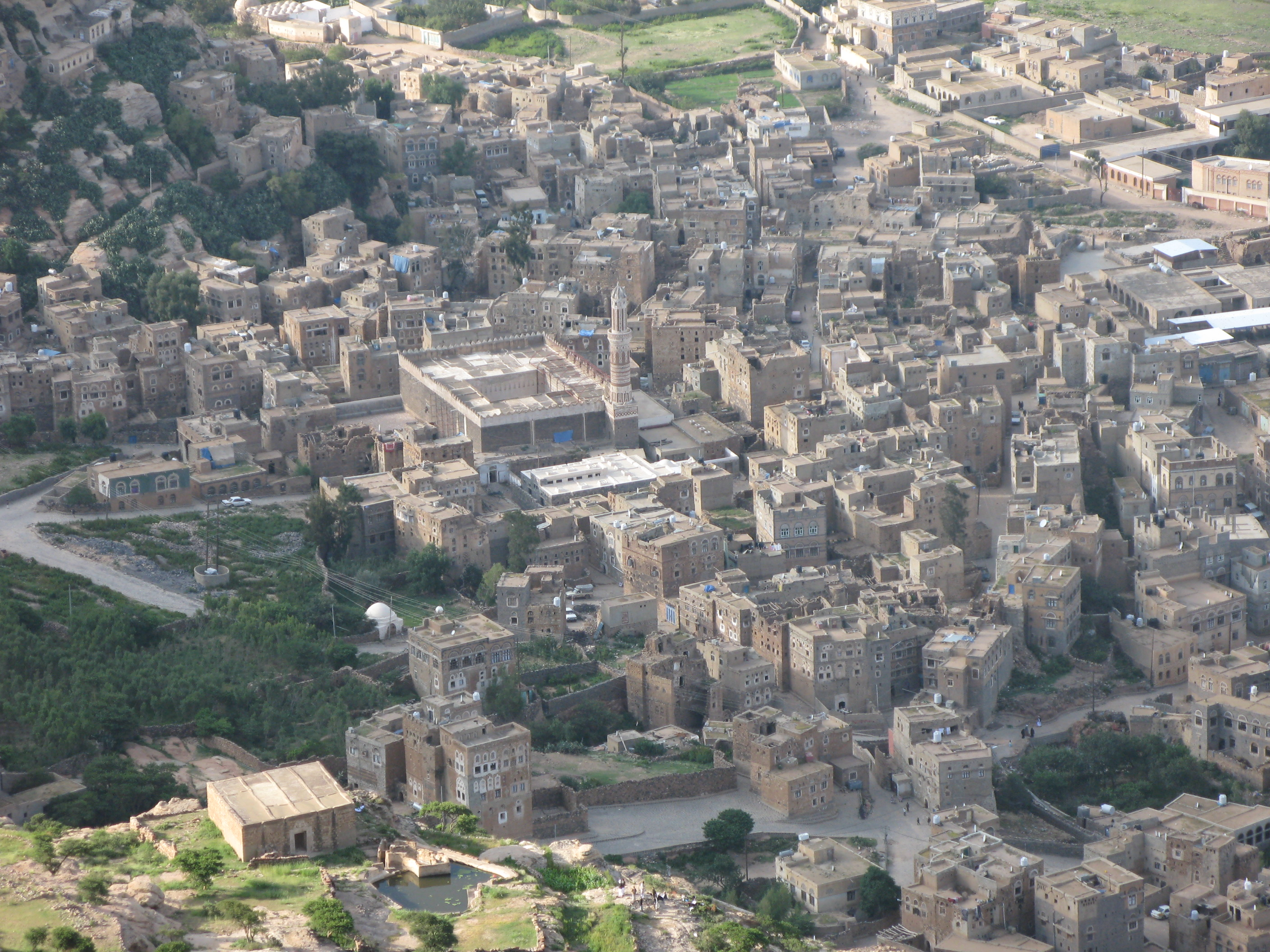
Vista sobre Shibam

Shibam tiene un gran número de mezquitas. La mezquita más antigua (la Gran Mezquita ) representa la arquitectura del siglo IX en Yemen y da un excelente testimonio de las «primeras mezquitas» en el país. Está entre las mejor conservadas. La proximidad temporal a la antigua arquitectura del sur de Arabia todavía da una impresión de cómo se veían las Grandes mezquitas en ese momento. Columnas de piedra se incluyen un patio cuadrado en el viejo apadana de estilo persa, estaba rodeado de pilares de piedra con estructuras de soporte de madera para una construcción de techo plano con ventanas de alabastro arqueadas y una arcada de coronación tipo sasánida. La sala de oración del norte era considerada una pieza especial, las columnas se elevaron a 8 metros de altura hasta el techo de la mezquita. Los techos magníficos con madera ricamente tallada y pintada tenían múltiples paneles que caracterizan la imagen final.

### Kawkaban

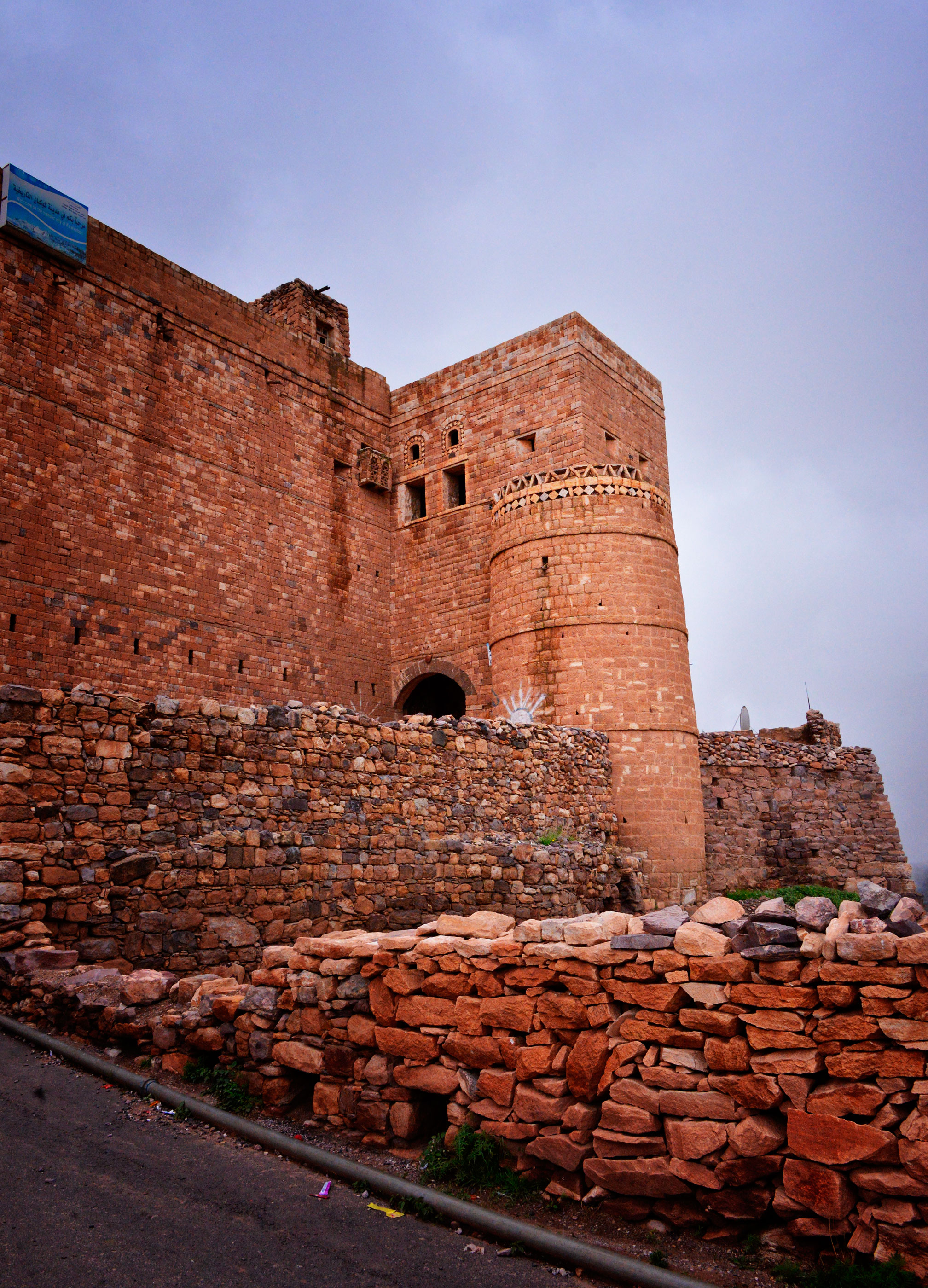
Vista de Kawkaban.

Kawkaban jugó un papel crucial en la historia de Yemen entre los años 841 y 997. En el pueblo, una familia local fundó la dinastía de Yu'firiden. Con el fracaso de los gobernantes abasíes para asediar la ciudad de Shibam en el 843 y en el 844, los vencedores de los yufiridas de Shibam Kaukaban intentaron extender su poder en las tierras altas de Yemen. Por primera vez en la historia islámica de Yemen, una dinastía de Yemen diseñó la escena histórica. En el 847, Saná fue conquistada. Sin embargo, como los gobernadores de la ciudad recibieron el apoyo de las tropas abasidas, el éxito duró poco. La propia ciudad de Shibam siempre podía defenderse, por lo que el dominio se extendió principalmente hacia el sur hasta Taiz. En el 872, Shibam se convirtió en la capital de la dinastía kawkaban. No fue hasta en el 997 que la dinastía se extinguió. La ciudad de Kawkaban fue fuertemente destruida en la guerra civil entre 1962 y 1969 (especialmente en 1964) por ataques aéreos. Muchas casas no fueron reconstruidas después. Como la puerta de la ciudad Bab al Hadiet (la puerta de hierro), junto con un fuerte hecho de ladrillo y una gran cisterna en las afueras del sureste. También en el sureste había un pequeño barrio judío. En el sur se pueden ver restos de la ciudad y de las fortificaciones en el borde escarpado de la meseta.

## Entorno
Shibam Kawkaban se encuentra en el extremo este de la vertiente occidental de la montaña. La región es considerada el paisaje más espectacular de Yemen. Los valles profundos separan montañas escarpadas y transmiten la imagen de acantilados extremos. Las características de este espacio natural son la pequeña cámara y la inaccesibilidad de las montañas. Las tierras altas occidentales formaron un límite cultural natural entre la montaña y las tierras bajas, que ofrecían protección contra los enemigos invasores. Es gracias a estas circunstancias que la sociedad tribal en las tierras altas se desarrolló de manera autóctona durante siglos. Para poder extraer productos agrícolas del suelo fértil y escaso, la población siempre ha dependido del cultivo en terrazas. Para este propósito, los bosques secos ricos en especies han sido talados desde la antigüedad. Las euphorbia suculentas (por ejemplo, el Euphorbia ammak) se han establecido como vegetación natural. El cultivo de café es posible donde los valles se extienden.